# 1977–1978-as UEFA-kupa
Az 1977–1978-as UEFA-kupa a kupa hetedik szezonja volt. A trófeát a holland PSV Eindhoven nyerte, miután a kétmérkőzéses döntőben 3–0-s összesítéssel győzte le a francia SEC Bastia csapatát.

## Első kör
| 1. csapat                | Össz.    | 2. csapat               | 1. mérk. | 2. mérk. |
| ------------------------ | -------- | ----------------------- | -------- | -------- |
| Eintracht Frankfurt      | 5–0      | Sliema Wanderers FC     | 5–0      | 0–0      |
| AZ                       | 16–1     | FA Red Boys Differdange | 11–1     | 5–0      |
| Aston Villa FC           | 6–0      | Fenerbahçe SK           | 4–0      | 2–0      |
| FC Barcelona             | 8–2      | FC Steaua București     | 5–1      | 3–1      |
| SEC Bastia               | 5–3      | Sporting CP             | 3–2      | 2–1      |
| Bayern München           | 12–0     | Mjøndalen               | 8–0      | 4–0      |
| Boavista FC              | 1–5      | SS Lazio                | 1–0      | 0–5      |
| Bohemian FC              | 0–4      | Newcastle United FC     | 0–0      | 0–4      |
| FC Carl Zeiss Jena       | 6–5      | Altay SK                | 5–1      | 1–4      |
| Dundee United FC         | 1–3      | KB                      | 1–0      | 0–3      |
| ACF Fiorentina           | 1–5      | FC Schalke 04           | 0–3      | 1–2      |
| BK Frem                  | 1–8      | Grasshopper-Club Zürich | 0–2      | 1–6      |
| Glenavon FC              | 2–11     | PSV Eindhoven           | 2–6      | 0–5      |
| Górnik Zabrze            | 5–3      | FC Haka                 | 5–3      | 0–0      |
| FC Internazionale Milano | 0–1      | FK Dinamo Tbiliszi      | 0–1      | 0–0      |
| Gyinamo Kijev            | 1–1 (ig) | Eintracht Braunschweig  | 1–1      | 0–0      |
| Landskrona BoIS          | 0–6      | Ipswich Town FC         | 0–1      | 0–5      |
| UD Las Palmas            | 8–4      | FK Sloboda Tuzla        | 5–0      | 3–4      |
| RC Lens                  | 4–3      | Malmö FF                | 4–1      | 0–2      |
| LASK Linz                | 3–9      | Újpesti Dózsa           | 3–2      | 0–7      |
| Odra Opole               | 2–3      | 1. FC Magdeburg         | 1–2      | 1–1      |
| Olimbiakósz              | 4–6      | Dinamo Zagreb           | 3–1      | 1–5      |
| Manchester City FC       | 2–2 (ig) | Widzew Łódź             | 2–2      | 0–0      |
| PFK Marek Dupnica        | 3–2      | Ferencvárosi TC         | 3–0      | 0–2      |
| SK Rapid Wien            | 1–3      | TJ Internacional        | 1–0      | 0–3      |
| RWD Molenbeek            | 2–1      | Aberdeen FC             | 0–0      | 2–1      |
| Servette FC              | 1–2      | Athletic Club           | 1–0      | 0–2      |
| Standard Liège           | 3–3 (ig) | SK Slavia Praha         | 1–0      | 2–3      |
| IK Start                 | 8–0      | Fram                    | 6–0      | 2–0      |
| ASA Târgu Mureş          | 1–3      | AEK Athén FC            | 1–0      | 0–3      |
| Torino FC                | 4–1      | APÓEL                   | 3–0      | 1–1      |
| Fussballclub Zürich      | 2–1      | PFK CSZKA Szófia        | 1–0      | 1–1 (hu) |

## Második kör
| 1. csapat           | Össz.    | 2. csapat               | 1. mérk. | 2. mérk. |
| ------------------- | -------- | ----------------------- | -------- | -------- |
| AEK Athén FC        | 3–6      | Standard Liège          | 2–2      | 1–4      |
| AZ                  | 2–2(bp)  | FC Barcelona            | 1–1      | 1–1      |
| Aston Villa FC      | 3–1      | Górnik Zabrze           | 2–0      | 1–1      |
| SEC Bastia          | 5–2      | Newcastle United FC     | 2–1      | 3–1      |
| Bayern München      | 3–2      | PFK Marek Dupnica       | 3–0      | 0–2      |
| TJ Internacional    | 2–5      | Grasshopper-Club Zürich | 1–0      | 1–5      |
| Ipswich Town FC     | 4–3      | UD Las Palmas           | 1–0      | 3–3      |
| KB                  | 2–6      | FK Dinamo Tbiliszi      | 1–4      | 1–2      |
| SS Lazio            | 2–6      | RC Lens                 | 2–0      | 0–6 (hu) |
| 1. FC Magdeburg     | 7–3      | FC Schalke 04           | 4–2      | 3–1      |
| RWD Molenbeek       | 2–2 (bp) | FC Carl Zeiss Jena      | 1–1      | 1–1      |
| IK Start            | 1–4      | Eintracht Braunschweig  | 1–0      | 0–4      |
| Torino FC           | 3–2      | Dinamo Zagreb           | 3–1      | 0–1      |
| Újpesti Dózsa       | 2–3      | Athletic Club           | 2–0      | 0–3 (hu) |
| Widzew Lodz         | 3–6      | PSV Eindhoven           | 3–5      | 0–1      |
| Fussballclub Zürich | 3–7      | Eintracht Frankfurt     | 0–3      | 3–4      |

## Harmadik kör
| 1. csapat           | Össz.    | 2. csapat               | 1. mérk. | 2. mérk. |
| ------------------- | -------- | ----------------------- | -------- | -------- |
| Aston Villa FC      | 3–1      | Athletic Club           | 2–0      | 1–1      |
| SEC Bastia          | 5–3      | Torino FC               | 2–1      | 3–2      |
| FC Carl Zeiss Jena  | 4–1      | Standard Liège          | 2–0      | 2–1      |
| Eintracht Frankfurt | 6–1      | Bayern München          | 4–0      | 2–1      |
| Ipswich Town FC     | 3–3 (bp) | FC Barcelona            | 3–0      | 0–3      |
| 1. FC Magdeburg     | 4–2      | RC Lens                 | 4–0      | 0–2      |
| PSV Eindhoven       | 4–1      | Eintracht Braunschweig  | 2–0      | 2–1      |
| FK Dinamo Tbiliszi  | 1–4      | Grasshopper-Club Zürich | 1–0      | 0–4      |

## Negyeddöntő
| 1. csapat           | Össz.    | 2. csapat               | 1. mérk. | 2. mérk. |
| ------------------- | -------- | ----------------------- | -------- | -------- |
| Aston Villa FC      | 3–4      | FC Barcelona            | 2–2      | 1–2      |
| SEC Bastia          | 9–6      | FC Carl Zeiss Jena      | 7–2      | 2–4      |
| 1. FC Magdeburg     | 3–4      | PSV Eindhoven           | 1–0      | 2–4      |
| Eintracht Frankfurt | 3–3 (ig) | Grasshopper-Club Zürich | 3–2      | 0–1      |

## Elődöntő
| 1. csapat               | Össz.    | 2. csapat    | 1. mérk. | 2. mérk. |
| ----------------------- | -------- | ------------ | -------- | -------- |
| Grasshopper-Club Zürich | 3–3 (ig) | SEC Bastia   | 3–2      | 0–1      |
| PSV Eindhoven           | 4–3      | FC Barcelona | 3–0      | 1–3      |

## Döntő
| 1. csapat     | Össz. | 2. csapat | 1. mérk. | 2. mérk. |
| ------------- | ----- | --------- | -------- | -------- |
| PSV Eindhoven | 3–0   | SC Bastia | 0–0      | 3–0      |

## Külső hivatkozások
- Hivatalos oldal
- Eredmények az RSSSF.com-on